# Dungannon
Dungannon (irisch: Dún Geanainn) ist die drittgrößte Stadt in der historischen Grafschaft Tyrone in Nordirland. Beim Census 2011 hatte der Ort 14.332 Einwohner. Dungannon war Verwaltungssitz des aufgelösten Districts Dungannon and South Tyrone und gehört seit 2015 zum District Mid Ulster. Die Stadt ist nunmehr einer von drei Verwaltungssitze des Districts Mid Ulster.

## Geschichte
Bis zum Beginn des 17. Jahrhunderts befand sich in Dungannon eine Hauptfestung der Nördlichen Ó Néill (anglisiert O’Neill) und war somit Hauptort des große Teile Ulsters umfassenden Herrschaftsgebiets der Ó Néill. Die Burg wurde 1602 zerstört. 2007 erfolgten Ausgrabungen von Teilen des Burggrabens und der Mauern.
Im nördlich gelegenen Tulaigh Óg (Tullaghoge Fort) erfolgte traditionell die Inauguration des Oberhaupts Ó Niall („The O’Neill“).
Am 24. Oktober 1641 erfolgte in der Irischen Rebellion die Einnahme durch Feidhlim Rua Ó Néill und die Verfassung der „Proklamation von Dungannon“ zur Begründung und Legitimierung des Aufstands.

## Wirtschaft
Die früher bedeutende Leinenproduktion ist heute unbedeutend; es gibt eine bekannte Glasbläserei, die Tyrone Crystal Factory, die auch besichtigt werden kann. In Dungannon lebt eine der größten osttimoresischen Exilgemeinden in Europa. 3000 Staatsbürger des südostasiatischen Landes wohnen hier und senden Geld aus ihrem Einkommen an die Familien daheim. Sie arbeiten zumeist im lokalen Schlachthof, der 1999/2000 portugiesische Gastarbeiter anwarb, worauf auch die Osttimoresen kamen.

## Bildung
Bekannt ist die traditionsreiche Royal School in Mountjoy am Lough Neagh. Sie wurde 1614 durch den englischen König James I. gegründet und ist die älteste noch bestehende Schule Irlands.

## Sport
Der Fußballverein der Stadt ist der Dungannon Swifts FC; er spielt im Stangmore Park.

## Söhne und Töchter der Stadt
- Jackie Rea (1921–2013), Snookerspieler
- Liam Kelly (1922–2011), Politiker
- Darren Clarke (* 1968), Golfspieler
- Patrick Wallace (* 1969), Snookerspieler
- Kris Meeke (* 1979), Rallyefahrer
- Fra Fee (* 1987), irischer Schauspieler und Sänger
- Liam Donnelly (* 1996), Fußballspieler